# عسلة توسكانية
العسلة التوسكانية (باللاتينية: Lonicera etrusca) نبات زينة متسلق ينتمي إلى جنس العسلة من الفصيلة الخمانية. أصله مقاطعة توسكانيا في إيطاليا. أدخل إلى أمريكا الشمالية حيث ينتشر حالياً أيضًا.

## الوصف النباتي
نبات معمر ومتسلق ودائم الخضرة يصل ارتفاعه إلى أربعة أمتار.
الورقة جميلة نادرًا ما تتساقط، بيضوية الشكل متقابلة متصالبة مغطاة بأوبار على سطحها السفلي. النبات سريع النمو يزهر في الربيع والصيف وموسم إزهاره طويل قد يمتد إلى موسم الخريف. النورة دوارة تحمل أزهاراً عديدة. الزهرة أنبوبية الشكل زهرية إلى حمراء ولها رائحة عطرية زكية. للزهرة خمس بتلات متصلة عند قاعدتها ومنفصلة عند القمة، ولها خمسة مئابر. يتكاثر النبات بالعقل وبالترقيد وبالخلفات.
يزرع عادة قرب الأسوار والأسيجة.